# Drapelul Slovaciei

Steagul Slovaciei

Forma actuală a steagului Slovaciei a fost adoptat prin Constituția Slovaciei, care a intrat în vigoare la 3 septembrie 1992. Steagul țării folosește culorile panslave – roșu, alb și albastru.
Steagul Slovaciei își are originile din revoluția din 1848, când slovacii se luptau împotriva maghiarilor pentru independență. Acest steag a fost adoptat semi-oficial de Cehoslovacia înainte de Primul Război Mondial, de Republica Slovacă în timpul celui de-al Doilea Război Mondial și, după 1 martie 1990, ca steagul Slovaciei ca republică constituentă cehoslovacă. Stema a fost adăugată la 3 septembrie 1992.